# 필 브라운
필립 브라운(Philip Brown, 1959년 5월 30일 ~ )은 잉글랜드의 전 축구 선수이자 현 키더민스터 해리어스의 감독이다. 선수로써, 브라운은 18년 동안 600경기 이상의 리그 경기에 출장한 오른쪽 수비수였지만, 최고의 지위에 들지는 못했다. 하지만, 감독으로써, 그는 2008년에 웸블리에서 열린 브리시톨 시티와의 챔피언십 플레이오프에서 1대 0으로 승리하면서 헐 시티를 104년 만에 최상위 리그로 올려 놓은 첫 감독이 되었다.
2011년부터, 브라운은 BBC 라디오 5 라이브의 스포츠 패널 쇼 Fighting Talk의 전문가로 출연하여, 2012년 5월 5일 첫 우승을 차지하였다.